# Селіште (Оргіївський район)
Селіште (рум. Seliște) — село в Оргіївському районі Молдови. Адміністративний центр однойменної комуни, до складу якої також входять села Лукешеука та Мана.

## Населення
За даними перепису населення 2004 року у селі проживали 2157 осіб.
Національний склад населення села:
| Національність       | Кількість осіб | Відсоток    |
| -------------------- | -------------- | ----------- |
| молдавани румуни     | 1870 255       | 86,7% 11,8% |
| українці             | 12             | 0,6%        |
| росіяни              | 10             | 0,5%        |
| цигани               | 7              | 0,3%        |
| болгари              | 1              | < 0,1%      |
| інша / без відповіді | 2              | 0,1%        |
| Всього               | 2157           | 100%        |

## Археологія
- Укріплене городище Селіште розміром 130 х 60 м на піднесеному мисі, що належало антам пеньківської культури[4][5].